# 圣让 (上加龙省)
圣让（法語：Saint-Jean，法語發音：[sɛ̃ ʒɑ̃] ⓘ）是法国上加龙省的一个市镇，属于图卢兹区。

## 地理
圣让（43°39'55"N, 1°30'18"E）面积5.94 平方千米，位于法国奧克西塔尼大區上加龙省，该省份为法国西南部内陆省份，西南端与西班牙接壤，自此顺时针与上比利牛斯省、热尔省、塔恩-加龙省、塔恩省、奥德省和阿列日省接壤。
与圣让接壤的市镇（或旧市镇、城区）包括：圣热涅斯贝勒维、卡斯泰尔莫鲁、蒙拉贝、鲁菲亚克托洛桑、吕尼永。

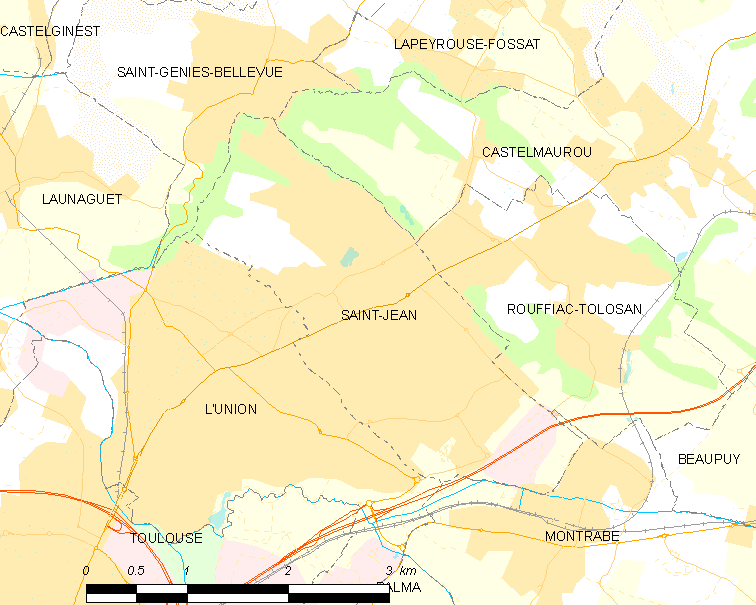
的OSM定位图

圣让的时区为UTC+01:00、UTC+02:00（夏令时）。

## 行政
圣让的邮政编码为31240，INSEE市镇编码为31488。

## 政治
圣让所属的省级选区为图卢兹第九县。

## 人口

1962-2008年间人口变化图示

圣让于2022年1月1日时的人口数量为11239人。

## 图集

市政厅
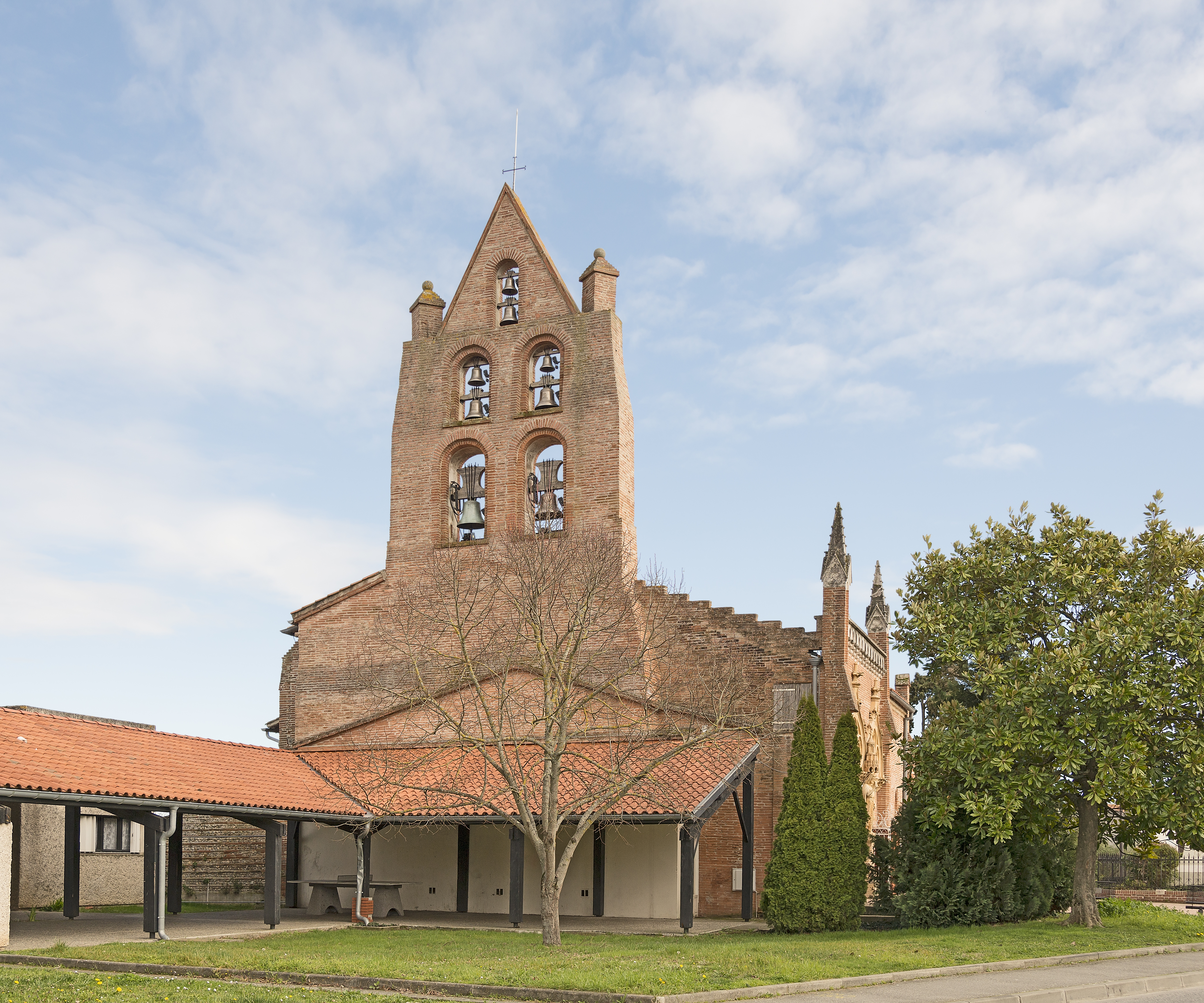
教堂
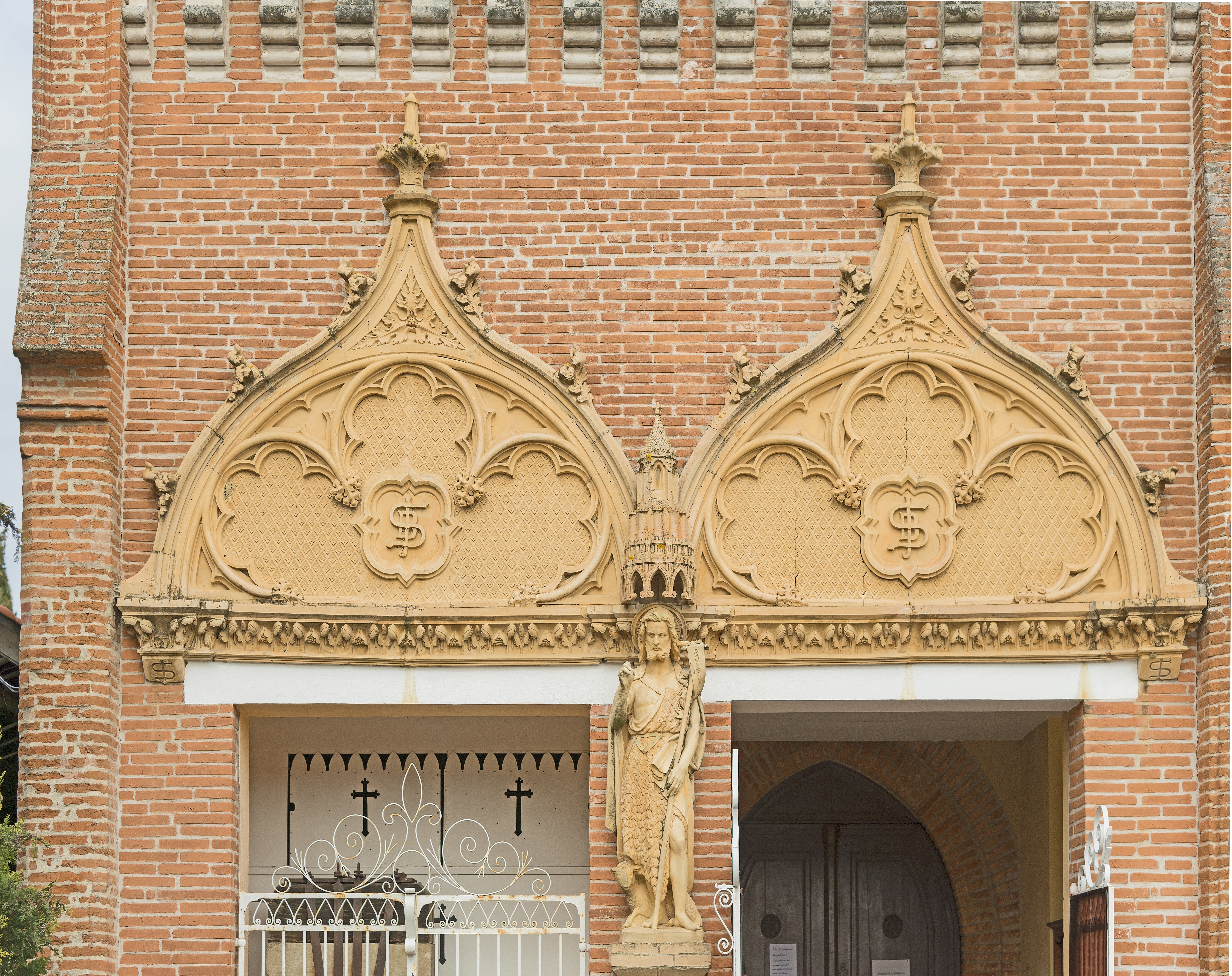
教堂